# Колчин, Александр Алексеевич
Александр Алексеевич Колчин — советский хозяйственный и политический деятель.

## Биография
Родился в 1926 году на территории современной Калужской области. Член КПСС.
Окончил Люберецкий техникум сельскохозяйственного машиностроения.
В 1948 г. — комсорг ЦК ВЛКСМ завода сельскохозяйственного машиностроения имени Ухтомского.
В 1948—1963 гг. — руководящий работник завода сельскохозяйственного машиностроения имени Ухтомского.
В 1964—1969 гг. — первый секретарь Люберецкого горкома КПСС.
В 1971—1987 гг. — начальник управления местной промышленности Московского облисполкома.
Делегат XXIII съезда КПСС.
Жил в Москве.

## Награды
- Орден Трудового Красного Знамени (1966, 25.08.1971, 1986)
- Орден Дружбы народов (1981)
- Орден Знак Почёта (28.10.1948)